# 1986
- Wikisource

| Calendário gregoriano                                                        | 1986 MCMLXXXVI                      |
| Ab urbe condita                                                              | 2739                                |
| Calendário arménio                                                           | 1436 – 1437                         |
| Calendário bahá'í                                                            | 142 – 143                           |
| Calendário budista                                                           | 2530                                |
| Calendário chinês                                                            | 4682 – 4683 Início a 9 de fevereiro |
| Calendário copta                                                             | 1702 – 1703                         |
| Calendário etíope                                                            | 1978 – 1979                         |
| Calendários hindus - Vikram Samvat - Calendário nacional indiano - Cáli Iuga | 2041 – 2042 1907 – 1908 5086 – 5087 |
| Calendário Holoceno                                                          | 11986                               |
| Calendário islâmico                                                          | 1407 – 1408                         |
| Calendário judaico                                                           | 5746 – 5747 Início a 4 de outubro   |
| Calendário persa                                                             | 1364 – 1365 Início a 21 de março    |
| Calendário rúnico                                                            | 2236                                |
| Calendário solar tailandês                                                   | 2529                                |

1986 (MCMLXXXVI, na numeração romana) foi um ano comum do século XX que começou numa quarta-feira, segundo o calendário gregoriano. A sua letra dominical foi E. A terça-feira de Carnaval ocorreu a 11 de fevereiro e o domingo de Páscoa a 30 de março. Segundo o horóscopo chinês, foi o ano do Tigre, começando a 9 de fevereiro.

| Evento                                                   | Data            | Hora  |
| -------------------------------------------------------- | --------------- | ----- |
| Aquário                                                  | 20 de janeiro   | 08:47 |
| Peixes                                                   | 18 de fevereiro | 22:58 |
| primavera no hemisfério norte e outono no hemisfério sul |                 |       |
| Carneiro/equinócio                                       | 20 de março     | 22:03 |
| Touro                                                    | 20 de abril     | 09:13 |
| Gémeos                                                   | 21 de maio      | 08:28 |
| verão no hemisfério norte e inverno no hemisfério Sul    |                 |       |
| Caranguejo/solstício                                     | 21 de junho     | 16:30 |
| Leão                                                     | 23 de julho     | 03:25 |
| Virgem                                                   | 23 de agosto    | 10:26 |
| Outono no Hemisfério Norte e Primavera no Hemisfério Sul |                 |       |
| Balança/equinócio                                        | 23 de setembro  | 07:59 |
| Escorpião                                                | 23 de outubro   | 17:15 |
| Sagitário                                                | 22 de novembro  | 14:45 |
| inverno no hemisfério norte e verão no hemisfério sul    |                 |       |
| Capricórnio/solstício                                    | 22 de dezembro  | 04:03 |

| UTC: Portugal Continental, Madeira, Guiné-Bissau e São Tomé e Príncipe Subtrair (-): 1 h nos Açores e Cabo Verde 2 h nas Ilhas oceânicas brasileiras 3 h em Brasília, em Goiás, na Amazônia Oriental Brasileira e no nordeste, sudeste e sul brasileiros 4 h na Amazônia Ocidental Brasileira, Mato Grosso e Mato Grosso do Sul 5 h no Acre e sudoeste do Amazonas Adicionar (+): 1 h em Angola e Guiné Equatorial 2 h em Moçambique 8 h em Macau 9 h em Timor-Leste. |
| Adicionar uma hora durante a vigência do horário de verão: Portugal Continental : De 30 de março a 28 de setembro de 1986 |

| Ano completo                        |
| ----------------------------------- |
| Ano comum com início à quarta-feira |

## Eventos
- Ano Internacional da Paz, pela ONU.
- Passagem do Cometa Halley.

### Janeiro
- 1 de janeiro - Adesão de Portugal à União Europeia.
- 28 de janeiro - Um defeito nos tanques de combustível causou a explosão do Ônibus Espacial Challenger, 73s após a decolagem, matando os sete tripulantes, inclusive a professora Christa McAuliffe, a primeira civil a participar de um voo espacial.

### Fevereiro
- 26 de fevereiro - Assassinato do adolescente brasileiro Alex Thomas que foi morto na praia de Atlântida, na época pertencente ao município de Capão da canoa no estado do Rio Grande do Sul.
- 28 de fevereiro - Anúncio do Plano Cruzado.[1]

### Abril
- 26 de abril - Acidente nuclear de Chernobil, na Ucrânia, que fazia parte da hoje extinta União Soviética.

### Maio
- 7 de maio - O Steaua Bucareste é o campeão da Taça dos Clubes Campeões Europeus de 1985/86.
- 16 de maio - Atentado a escola primária de Cokeville, Wyoming. David e Doris Young invadiram uma escola primária mantendo alunos, professores e funcionários reféns.
- 31 de maio - Abertura da Copa do Mundo FIFA de 1986, sediada no México.[2]

### Junho
- 28 de junho - O infantil Balão Mágico, da TV Globo, vai ao ar pela última vez.[3]
- 29 de junho - A Argentina derrota a Alemanha na final da Copa do Mundo FIFA de 1986 e se torna bicampeã mundial.
- 30 de junho - Estreia do infantil Xou da Xuxa, na TV Globo.[4]

### Julho
- 21 de julho - O Ford Corcel saiu de linha. Foi fabricada a última unidade.[5]

### Agosto
- 22 de agosto - O lago Nyos, em Camarões, expele dióxido de carbono de suas águas e asfixia aproximadamente 1800 pessoas de um vilarejo nas redondezas.

### Outubro
- 12 de outubro - Ronald Reagan e Mikhail Gorbatchov se encontram em Reykjavik. É o fim da Guerra Fria.[6]
- 21 de outubro - Independência das Ilhas Marshall.
- 26 de outubro - Alain Prost conquistou o bicampeonato mundial de Fórmula 1 no GP da Austrália, em Adelaide.[7]
- 27 de outubro - O Papa João Paulo II realiza pela primeira vez um encontro ecumênico com a presença vários líderes cristãos e de outras religiões em Assis.
- 29 de outubro - O River Plate é campeão da Copa Libertadores da América ao vencer o América de Cali na final por 1 x 0.[8]
- 31 de outubro - O Volkswagen Fusca deixava de ser produzido após 30 anos de comercialização, com 3,3 milhões unidades vendidas no Brasil.

### Dezembro
- 12 de dezembro - Uma greve geral, contra o Plano Cruzado de José Sarney, toma conta do Brasil.
- 14 de dezembro - O River Plate é campeão da Copa Europeia/Sul-Americana ao vencer o Steaua Bucareste na final por 1 x 0.
- 22 de dezembro - É declarado oficial o 13.º salário para todos os trabalhadores brasileiros.

## Nascimentos
- 10 de março - Andrew Ahn, diretor de cinema e roteirista americano.
- 1 de maio - Cassie Jaye, diretora e produtora de cinema norte-americana.
- 3 de junho - Woo Ji-hyun, ator sul-coreano.
- 2 de agosto - Lily Gladstone, atriz norte-americana.
- 30 de outubro - Jennie Panhan, atriz e apresentadora tailandesa.
- 25 de novembro - Cole Escola, comediante, ator, cantor e dramaturgo norte-americano.

## Mortes
- 18 de fevereiro - Nelson Cavaquinho, músico brasileiro (n. 1911)
- 28 de fevereiro - Olof Palme, primeiro-ministro da Suécia de 1969 a 1976 e de 1982 a 1986 (n. 1927)
- 6 de março - Adolph Caesar, ator norte-americano (n. 1933).
- 13 de abril - Stephen Stucker, ator norte-americano (n. 1947).
- 21 de abril - Marjorie Eaton, atriz, fotógrafa e pintora norte-americana (n. 1901).
- 15 de maio - Elio de Angelis, piloto de fórmula 1 italiano
- 26 de maio - Flávio Cavalcanti, jornalista e apresentador de televisão brasileiro (n. 1923)
- 3 de junho - Robert La Tourneaux, ator estadunidense (n. 1940).
- 12 de junho - Zdeněk Koubek, atleta tcheco (n. 1913).
- 17 de junho - Kate Smith, cantora norte-americano (n. 1907).
- 29 de junho - Robert Drivas, ator e diretor de teatro norte-americano (n. 1935).
- 19 de agosto - Hermione Baddeley, atriz inglesa (n. 1906).
- 31 de agosto - Urho Kekkonen, presidente da Finlândia de 1956 a 1982 (n. 1900).
- 27 de setembro - Cliff Lee Burton, baixista e compositor da banda de heavy metal Metallica (n. 1962).
- 19 de outubro - Samora Machel, presidente de Moçambique de 1975 a 1986 e Prémio Lenin da Paz (n. 1933).
- 18 de novembro - Gia Carangi, supermodelo norte-americana (n. 1960).
- 29 de novembro - Cary Grant, ator estadunidense nascido na Inglaterra (n. 1904).
- 29 de dezembro - Harold Macmillan, primeiro-ministro do Reino Unido de 1959 a 1963 (n. 1894).

## Por tema
- 1986 na arte
- 1986 no Brasil
- 1986 na ciência
- 1986 no cinema
- Desastres em 1986
- 1986 no desporto
- Divisões administrativas em 1986
- 1986 no jornalismo
- 1986 na literatura
- 1986 na música
- 1986 na política
- 1986 no teatro
- 1986 na televisão

## Prémio Nobel
- Física - Gerd Binnig,[9] Heinrich Rohrer,[9] Ernst Ruska.[9]
- Química - Dudley R. Herschbach,[10] Yuan T. Lee,[10] John C. Polanyi.[10]
- Medicina - Stanley Cohen,[11] Rita Levi-Montalcini.[11]
- Literatura - Wole Soyinka[12]
- Paz - Elie Wiesel[13]
- Economia -James M. Buchanan Jr.[14]

## Epacta e idade da Lua
| Epacta gregoriana | 21 (XXI) |
| Idade da Lua      | Letra B  |